# Kisszaniszló
Kisszaniszló (1899-ig Kis-Sztankóc, szlovákul Malé Stankovce) Trencsénsztankóc településrésze, korábban önálló község Szlovákiában, a Trencséni kerületben, a Trencséni járásban.

## Fekvése
Trencséntől 8 km-re délnyugatra, a Vág bal oldalán fekszik. Trencsénsztankóc központi részét alkotja.

## Története
Az egykor egységes település a 15. században két falura oszlott, Kis- és Nagysztankócra. Kissztankóc 1410-ben "Parva Stank" néven tűnik fel. A 16. század végétől a nagybiróci uradalmi majorhoz tartozott, csak a 19. században lett önálló. 1663-ban a török égette fel. A 17. században említik a nagybiróci kompot, mely a Vágon át szállította az utasokat és a mai Sztankóc területén működött. Lakói főként mezőgazdasággal és állattartással foglalkoztak, de voltak köztük kézművesek is. 1708-ban a közvetlen közelében dúlt a trencséni csata.
A 18. század végén Vályi András így ír róla: „Kis, és Nagy Sztankócz. Két tót faluk Trentsén Várm., amannak földes Ura B. Révay Uraság, melly fekszik Rozvaczhoz, ’s Turnához közel; ennek pedig Gr. Illésházy Uraság, fekszik Szeleczhez közel, és annak filiája; lakosaik katolikusok; földgyeik jól termők, fájok, réttyek, legelőjök elég van.”
Fényes Elek 1851-ben kiadott geográfiai szótárában így ír a településről: „Sztankócz, (Kis), tót falu, Trencsén vmegyében, közel a Vágh bal partjához: 202 kath., 102 evang., anya templommal, termékeny jó határral. F. u. többen. Ut. p. Trencsén 2 óra.”
1877-ben molnár, három kocsmáros és kovács is működött a településen. A 19. század második felében uradalmi pálinkafőzdéje és téglagyára is volt. 1880-ban 305 lakosából 266 szlovák, 32 német és 3 magyar anyanyelvű volt; ebből 170 római katolikus, 102 evangélikus és 33 izraelita vallású volt. 1890-ben Kisszaniszló 333 lakosából 327 szlovák és 5 magyar anyanyelvű volt. 1900-ban Kisszaniszló 336 lakosából 326 szlovák, 8 német, 2 magyar és 1 egyéb anyanyelvű volt. 1910-ben 352 lakosából 316 szlovák, 29 német és 7 magyar anyanyelvű volt; ebből 186 római katolikus, 130 evangélikus és 36 izraelita vallású volt. A trianoni békéig Trencsén vármegye Trencséni járásához tartozott.
1921-ben 361 lakosából 356 csehszlovák, 4 zsidó és 1 egyéb nemzetiségű volt; ebből 195 római katolikus, 151 evangélikus, 14 izraelita és 1 egyéb vallású volt. 1930-ban 354 lakosa mind csehszlovák volt; ebből 183 római katolikus, 153 evangélikus és 18 izraelita vallású volt. 1970-ben 570 lakosa mind szlovák volt. 1972-ben egyesítették Nagyszaniszlóval, Rozváddal és Vágszállással.

## Nevezetességei
- Evangélikus temploma 1784-ben épült.
- Haranglába 18. századi népi alkotás.

## Külső hivatkozások
- Kisszaniszló Szlovákia térképén

## Lásd még
- Trencsénsztankóc
- Nagyszaniszló
- Rozvád
- Vágszállás